# Орловско-Кромское сражение
Даты в статье указаны по новому стилю. В белой России счёт продолжался по старому стилю
Орловско-Кромское сражение (в советской историографии — Орловско-Кромская операция; 11 октября — 18 ноября 1919 года) — одно из ключевых сражений между войсками РСФСР и Российского государства во время Гражданской войны в России. Происходило в Орловской губернии. РККА остановила наступление ВСЮР на Москву, провела успешное наступление и перехватила стратегическую инициативу, но добровольцам удалось избежать окружения и отступить.

## Обстановка перед операцией
В результате сентябрьского наступления войска Вооружённых Сил на Юге России добились значительных успехов. 20 сентября 1919 года добровольцы взяли Курск и, нанеся тяжёлое поражение армиям Южного фронта, стремительно продвигались на орловском и воронежском направлениях, преследуя разбитые и дезорганизованные 8-ю, 13-ю и 14-ю армии РККА. Перед Советской властью встала реальная угроза краха Южного фронта и падения Москвы.
21 сентября 1919 года на Пленуме ЦК РКП(б) было принято решение провести мобилизацию и направить на пополнение воинских частей максимальное количество коммунистов, а также начать переброску на Южный фронт воинских частей с других фронтов.
22 сентября Главком РККА С. С. Каменев подписал директивы № 4474 и 4476 о переброске на Южный фронт отборных частей для создания ударной группы.
24 сентября было принято решение о начале строительства оборонительных рубежей на московском направлении.
Реввоенсовет РСФСР стал спешно стягивать на московское направление боеспособные части. Было заключено перемирие с поляками и петлюровцами, и против Деникина на Южный фронт с Западного фронта стали перебрасывать освободившиеся силы, перебрасывались войска и с других фронтов:
- 26 сентября с Западного фронта была начата переброска Латышской стрелковой дивизии и кавалерийской бригады Червонного казачества;
- 7 октября началась переброска конного корпуса С. М. Будённого для захвата Воронежа;
- 8 октября началась переброска Эстонской стрелковой дивизии (начальник — Пальвадре Я. К.), 11-й кавалерийской дивизии (начальник — Глаголев В. П.) и Кременчугского кавалерийского партизанского отряда Ф. В. Попова (позднее отряд был переформирован в кавалерийскую бригаду в составе 9-й стрелковой дивизии РККА).

Из переброшенных с запада дополнительных частей в районе Навля — Дмитровск начала создаваться ударная группа. В её состав вошли:
- Латышская стрелковая дивизия (9 стрелковых полков и 1 кавалерийский полк, 40 орудий);
- Отдельная кавалерийская бригада Червонного казачества (2 кавалерийских полка — 1200 шашек, 10 орудий и 24 пулемёта), развёрнутая в кавалерийскую дивизию;
- Отдельная стрелковая бригада (3 стрелковых полка, 6 орудий и 46 пулемётов).

Быстрая переброска войск стала возможной благодаря хорошо развитой сети железных дорог в центральной России, преимуществам действия красных войск на внутренних операционных линиях и перемирию на Западном фронте. Замысел красного командования состоял в том, чтобы силами Ударной группы нанести удар во фланг и тыл наступающим на Москву частям 1-го армейского корпуса Добровольческой армии (командир: генерал-лейтенант Кутепов А. П.), заставив его тем самым остановить наступление, а затем окружить его и уничтожить.
9 октября Южный фронт получил директиву развернуть Ударную группу на линии северо-западнее Кромы — Дмитровск с задачей атаковать Курскую железную дорогу между Малоархангельском и Фатежем. Одновременно 55-й стрелковой дивизии приказывалось разгромить противника, наступающего на Орёл.
В то время когда Ударная группа красных занимала исходное положение, части 1-го армейского корпуса Добровольческой армии под командованием Кутепова прорвали фронт на стыке 13-й и 14-й армий. 9 октября части 3-й пехотной дивизии взяли Дмитровск. 10 октября 1-я пехотная дивизия взяла Кромы. 10 октября в районе села Грязного 1-й Корниловский полк нанес поражение 55-й советской стрелковой дивизии, захватив несколько тысяч пленных.
11 октября должность командующего Южным фронтом РККА принял А. И. Егоров.

## Расстановка сил
Красные и белые части на фронте в 375 км имели примерно равные силы — по 16 тысяч штыков и сабель, которые в виду большого протяжения фронта и своей малочисленности занимали кордонное расположение. Но против 2500 штыков резерва у добровольцев, красное командование смогло сосредоточить в своем резерве более 15000 бойцов, что и решило исход сражения. По другим данным на орловско-курском направлении красные части по численности в 2,5 раза превосходили добровольцев.

### РККА
Южный фронт (командующий А. И. Егоров).
В операции принимали участие:
- 13-я армия (командующий — бывший штабс-капитан РИА Геккер А. И.) — сводная, 55-я, 42-я дивизии, бригада 3-й дивизии, бригада 9-й. Численность на 10 октября 1919 года: 25 000 штыков, 1700 сабель, 85 орудий[4];
- 14-я армия (командующий — бывший подпоручик РИА Уборевич И. П.) — 3-я бригада 41-й стрелковой дивизии, 57-я стрелковая дивизия, две бригады 7-й стрелковой дивизии). Численность на 10 октября 1919 года: 28 000 штыков, 5450 сабель, 185 орудий[4];
- Отдельная Ударная группа (командующий — Мартусевич А. А.), с 9 октября в составе 13-й армии, с 15 октября в составе 14-й армии. Всего в Ударной группе — 9700 штыков и сабель, 196 пулемётов, 56 орудий:
  - Латышская стрелковая дивизия (начальник — бывший генерал-майор РИА Мартусевич А. А.) 3 бригады и Отдельный латышский кавалерийский полк — 6077 штыков, 818 сабель, 126 пулемётов и 40 орудий,
  - Отдельная кавалерийская бригада Червонного казачества Примакова — 1200 сабель, 24 пулемёта и 10 орудий,
  - Отдельная стрелковая бригада Павлова — 1685 штыков, 120 сабель, 46 пулемётов и 6 орудий,

— всего 10 дивизий, 2 отдельные бригады, 4 кавалерийские бригады и 2 отдельные группы (62 тыс. штыков и сабель, 1119 пулемётов и 278 орудий).
16 октября 1919 года в состав Южного фронта вошла 12-я армия. Численность на 10 октября 1919 года: 25 000 штыков, 1700 сабель, 85 орудий.

### ВСЮР
На московском направлении наступала Добровольческая армия (командующий — генерал-майор В. З. Май-Маевский).
В операции принимал участие 1-й армейский корпус Добровольческой армии — 2 пехотные дивизии: 1-я и 3-я (22,3 тысяч штыков и сабель, 375 пулемётов и 72 орудия).
В сентябре 1919 года перед наступлением на Орёл численность Корниловских полков составляла: 1-го полка — 2300 чел., 2-го полка — 2250 чел., 3-го полка — 1600 чел.
В сентябре 1919 года численность Дроздовских полков составляла: 1-го полка — около 1600 чел., 2-го полка — около 900 чел., 3-го полка — около 800 чел.
На 3 октября 1919 года общая численность Марковских полков: 1-го полка — 809 штыков, 2-го — 1166 штыков, 3-го полка — 459 штыков.
9 октября в Дмитриев прибыл 1-й конный генерала Алексеева полк, направленный из состава 5-го кавалерийского корпуса. 10 октября этот полк начал выдвигаться от Дмитриева к Севску, обеспечивая это направление.

## Первый этап операции (11-16 октября)

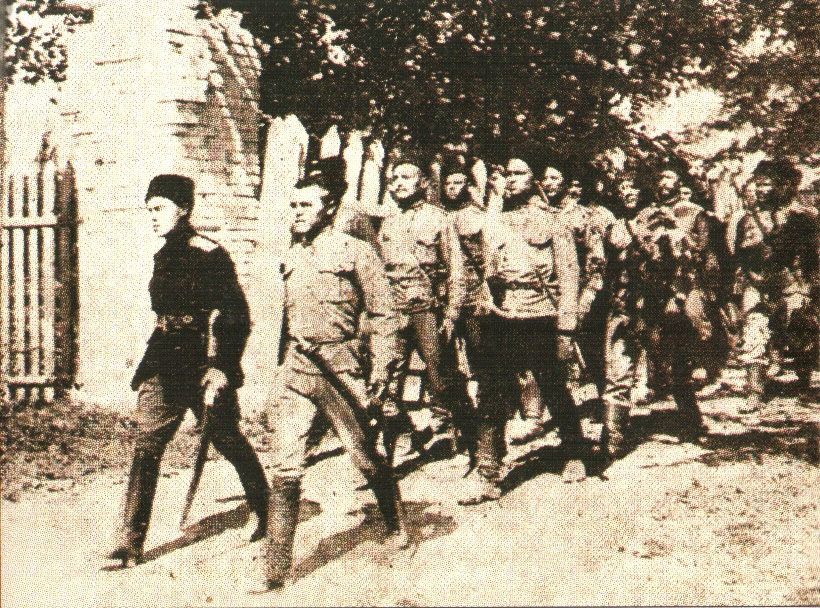
Добровольцы вступают в занятый город. Октябрь 1919 г.

9 октября войска РККА были выбиты из Дмитровска, поэтому Ударной группе пришлось сосредотачиваться севернее — в районе Карачев, Хотынец. В связи с продолжающимся наступлением Добровольческой армии, командование Южным фронтом РККА приняло решение ускорить начало наступления.
В ночь на 11 октября на сторону белых перешел начальник штаба Орловского укрепрайона и состоящий в должности начальника штаба 55-й стрелковой дивизии РККА, бывший подполковник Генштаба Лауриц А.А., обладавший важными сведениями о положении частей РККА в районе Орла.
11 октября Ударная группа РККА перешла в наступление на Кромы из района Турищево — Молодовое (60 км юго-западнее Орла). Но её продвижение было медленным, и ей не удалось отвлечь на себя значительные силы противника.
На левом фланге Ударной группы действовала 9-я дивизия Козицкого, которой было приказано атаковать противника в направлении Малоархангельска. Правее действовали части 14-й армии - 7-я дивизия и группа Саблина.
В то же время главные силы 13-й и 14-й армий РККА под ударами 1-го Армейского корпуса Кутепова продолжали отходить на север и северо-запад, несмотря на категорический приказ перейти в наступление.
В ночь на 13 октября колонна красной Отдельной стрелковой бригады Павлова, наступавшая вдоль реки Нерусы, подошла к Дмитровску и легко сбив незначительное охранение, ворвалась в город. Защищавшие город части белых смогли организоваться, перейти в наступление, выбить красных из города и к утру 13 октября полностью очистить от них город.
1-я пехотная дивизия белых нанесла поражение правофланговым соединениям 13-й армии, и 13 октября корниловцы при поддержки бронепоездов овладела Орлом. Оборонявшие Орёл советские 9-я, 55-я стрелковая дивизии и Отдельная бригада Свешникова понесли большие потери — путь на Москву для Добровольческой армии был открыт. Врид начальника 55-й стрелковой дивизии Станкевич А.В., ранее помощник командующего 13-й армии РККА — бывший генерал-майор Императорской армии — 13 октября был захвачен в плен вместе со штабом в с. Золотарево Мценского уезда, восточнее Орла, и повешен белыми решением военно-полевого трибунала. В ночь на 14 октября красные провели неудачную попытку отбить Орёл силами батальона в 500 штыков. 14 октября в Орле состоялся парад Корниловской дивизии.
В этот же день подразделения 1-го Корниловского полка захватили Мценск, оказавшийся крайней точкой продвижения ВСЮР в наступлении на Москву, но вскоре оставили его. В Мценске был захвачен комендант города — бывший начштаба 14-й армии РККА Сапожников Н.П., в прошлом генерал-майор Императорской армии. На правом фланге 1-й пехотной дивизии белых Алексеевский полк вошёл в Тульскую губернию, тесня 3-ю стрелковую дивизию красных. Красная 13-я армия понесла большие потери, войска были дезорганизованы, возникла реальная угроза потери ими Тулы. В связи с этим Ударная группа была переподчинена командованию 14-й армии, а остатки отошедших от Орла частей сведены в 9-ю стрелковую дивизию.
15 октября Ударная группа красных заняла Кромы, отбросив дроздовские части. Белые вынуждены были остановить наступление на Тулу, продвинувшись от Орла всего на 20 км.

## Второй этап операции (16-21 октября)
Командование Добровольческой армии решило окружить и уничтожить Ударную группу красных, которая выходила ей в тыл, однако, недооценив численность ударной группировки красных, выделило для этого мало сил, отвергнув предложение командира 1-й пехотной дивизии Н. С. Тимановского нанести мощный удар по Ударной группе (пока она ещё полностью не закончила своё сосредоточение) основными силами 1-й пехотной дивизии и разгромить её. В результате удар вышел слабым и не принёс желаемого успеха, что повлияло на весь дальнейший ход сражения.
Пополнившись резервами, в контрнаступление перешла и 14-я армия РККА, нанеся удар по 3-й пехотной дивизии (левый фланг 1-го армейского корпуса), намереваясь отбить Севск и Дмитровск. В ходе упорных боёв 57-я дивизия 14-й армии взяла Севск, но белые, отразив наступление 41-й стрелковой дивизии на Дмитровск, 16 октября вновь выбили 57-ю дивизию из Севска.
16 октября севернее Кром у деревни Коровье болото части 2-го Корниловского полка нанесли удар по Отдельной стрелковой бригаде Павлова, спешно отступившей. Положение РККА спасла контратака Латышской стрелковой дивизии при сильной артиллерийской поддержке. Латыши атаковали с флангов и окружили добровольцев. Корниловцы были вынуждены пробиваться с большими потерями на прежние позиции. За 5 суток боев потери корниловского полка достигли 50% убитыми и ранеными. 17 октября белые снова атаковали части Ударной группы красных и смогли почти подойти к Кромам, однако из-за больших потерь снова вынуждены были отступить.
Части Ударной группы не смогли выполнить поставленные задачи, но в ходе боёв 16—17 октября они вынудили 1-ю пехотную дивизию белых полностью отказаться от наступления на Тулу и сосредоточиться на отражении наступления Ударной группы. Это позволило командованию Южного фронта выиграть время, чтоб развернуть подошедшие резервы для перехода в контрнаступление. Также командованию 14-й армии удалось перехватить план контратаки белых по Ударной группе, что помогло ему скорректировать свои действия.

Кавалеристы Красной армии в Новосиле после взятия города

Тем временем 13-я армия РККА, усиленная подошедшими подкреплениями, в том числе и Эстонской стрелковой дивизией, 17 октября начала наступление на Орёл со стороны Мценска и Карачева, однако продвижение её было незначительным. 9-я стрелковая дивизия действовала нерешительно, и поэтому 17 октября в должность начальника 9-й стрелковой дивизии вступил П. А. Солодухин.

Телеграмма члена Реввоенсовета Серго Орджоникидзе в Москву с текстом: «Москва. Ленину. Привет из Орла»

Белое командование ввело в бой последние резервы, усилив сражающиеся части. Благодаря этому 17 октября на правом фланге 1-й пехотной дивизии Алексеевский полк, выбив 3-ю стрелковую дивизию РККА, взял Новосиль, а марковцы 18 октября, отбросив 42-ю стрелковую дивизию 13-й армии, вышли к Ельцу, где натолкнулись на сосредотачивавшиеся для контрнаступления резервы красных и взять город не смогли.
По всей линии фронта шли тяжёлые встречные бои. 3-й Корниловский полк теснимый Эстонской дивизией к 19 октября вынужден был отступить к самой окраине Орла, его левый фланг всё время охватывался противником. Утром 19-го пришло донесение от 2-го Корниловского полка о поражении в районе Коровьего Болота и отходе за Оку. Вечером 19-го пришло сообщение, что 2-й Корниловский полк не удержался на Оке и отходит в направлении станции Стишь.
Белые постепенно начали терять инициативу, и командование 1-й пехотной дивизии, опасаясь окружения, приняло решение оставить Орёл. В ночь с 19 на 20 октября основные силы добровольцев (1-й и 3-й Корниловский полки) без боя оставили Орёл и отошли на юг вдоль линии железной дороги Орёл — Курск. Днём 20 октября части 9-й и Эстонской стрелковой дивизии красных заняли город.
Для белых отход из Орла был вынужденным, в тот момент они это воспринимали всего лишь как временный тактический ход, поскольку город был важным промежуточным пунктом в ходе наступления на Москву. Но по сути этот этап являлся переломным моментом операции, да и всей кампании в целом, так как ближе к Москве добровольцам продвинуться больше не удалось не только в этой операции, но и вообще в войне.
20 октября командующий Южным фронтом отдал директиву, предписывающую:
1. 14-й армии без Эстонской дивизии ликвидировать противника в районах Дмитровска и ударной группой наступать на Фатеж — Курск.
2. 13-й армии с переданной из 14-й Эстонской дивизией перейти в наступление по всему фронту, для чего: Эстонской дивизии наступать на Малоархангельск — Щигры; 9-й стрелковой дивизии — на Ливны с северо-запада; 3-й дивизии и правым флангом 42-й стрелковой дивизии эти наступления поддержать с севера и северо-востока, прикрывая остальными частями 42-й стрелковой дивизии Елец и имея дальнейшей задачей переход в общее наступление на станцию Касторная.
3. Конному корпусу Буденного по занятию Воронежа ставилась задача овладеть Касторной и продолжать наступление на Курск с целью отрезать противника, действующего севернее железной дороги Воронеж — Курск.
4. 8-й армии, продолжая наступление, выйти на Дон[11].

## Третий этап операции (21-26 октября)
В результате боёв за Орёл 1-й Армейский корпус белых понёс потери, но оказался в более сосредоточенном положении и отступать не планировал. 21 октября произошло два упорных боя у станции Стишь и в районе Дмитровска. Красные латышские стрелки взяли Стишь, смогли выдержать несколько атак, но в итоге вынуждены были оставить станцию.
На левом фланге 1-го Армейского корпуса 3-я пехотная дивизия в ожесточённых встречных боях практически полностью уничтожила 7-ю стрелковую дивизию 14-й армии РККА и, ударив во фланг Ударной группе, вынудила отойти 1-ю Латышскую и Червонно-казачью бригады, что позволило частям 1-й пехотной дивизии вновь подойти к Кромам. 22 октября две бригады Ударной группы красных неудачно пытались взять Дмитровск. 23 октября части 9-й стрелковой дивизии снова пытались взять станцию Стишь, но их попытка закончилась неудачно. В этот же день 1-я пехотная дивизия добровольцев взяла оставленные латышами Кромы.
Красное командование признавало, что корниловцам удалось искусным маневром разъединить ударную группу РККА и бить полки поодиночке. Поэтому Сталин в разговоре с Орджоникидзе сказал не обращать внимание на потерю Кром, главное — бить противника массивной группой.
24 октября конная группа Буденного заняла Воронеж и начала наступление на Елец — Ливны, угрожая окружением 1-му армейскому корпусу белогвардейцев уже с другого, правого, фланга.

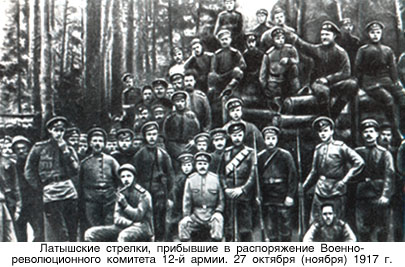
Латышские стрелки

25 октября командующий 1-м Армейским корпусом генерал Кутепов отдал приказ своим войскам перейти в наступление. Но, значительно уступая в численности красным, измотанные предыдущими оборонительными боями и практически не получая подкреплений, в ходе упорных боёв части 1-го армейского корпуса переломить ход сражения в свою пользу уже не смогли.
26 октября перешедшие в наступление части Латышской дивизии выбили белых из Кром. В этот же день части Дроздовской дивизии оставили Дмитровск.
27 октября вечером, после 7 дней упорной обороны, под сильным нажимом Эстонской дивизии корниловцы оставили станцию Стишь, а 28 октября оставили станцию Становой Колодезь и отошли к станции Еропкино. Тем самым теперь исключалась всякая возможность наступления на Орёл. На участке 3-й пехотной дивизии красные заняли Дмитровск. Взятие Дмитровска и Кром предоставило им выгодные позиции для фланговых ударов.

## Четвёртый этап операции (27 октября-18 ноября)
27 октября Приказом главкома ВСЮР № 2544 2 дивизии 1-го корпуса были развёрнуты в «именные» дивизии: 1-я — в Корниловскую и Марковскую дивизии, а 3-я — в Дроздовскую дивизию. Этим же приказом была сформирована Алексеевская дивизия (в составе двух Алексеевских и Самурского полков.
К исходу 27 октября белые перешли к обороне, намереваясь стабилизировать фронт на рубеже Севск, Дмитровск, Еропкино, Новосиль, Елец. В последующие дни 14-я и 13-я армии красных, получив подкрепления, продолжили наступление и сбили белых с этого рубежа. Добровольцы начали медленно отступать, нанося контрудары.
3 ноября юго-восточнее Дмитровска, после того, как части Латышской стрелковой дивизии прорвали линию фронта, начала рейд 8-я кавалерийская дивизия РККА, которая 4 ноября овладела Понырями, 5 ноября — Фатежом, а 15 ноября — Льговом. В результате рейда система обороны белых была дезорганизована.
3 ноября марковцы оставили Ливны. 6 ноября дроздовцы отошли от Брянска.
9 ноября командующим Добровольческой армией и главноначальствующим Харьковской губернии вместо генерала Май-Маевского был назначен генерал Врангель.
17 ноября 1919 года Эстонская и 9-я стрелковые дивизии РККА заняли Курск.
К исходу 18 ноября части РККА вышли на линию Рыльск — Льгов — Курск — Тим — Касторное.

## Итоги и последствия операции
Красные в результате операции смогли добиться главной поставленной задачи — остановили наступление ВСЮР на Москву и сломили ударную мощь лучших соединений противника. Хотя замысел «срезать выступ», окружить и разгромить белых «ударников» не удался, под Орлом продвижение белых на Москву было остановлено. Советским войскам была открыта дорога на Харьков, и они завладели стратегической инициативой. Белогвардейские войска были отброшены на 165 км, но сохранили боеспособность и оказывали упорное сопротивление.
Исход борьбы решили численное превосходство и свежие резервы красных, введённые в дело к моменту полного боевого изнурения дивизий 1-го армейского корпуса Добровольческой армии, отсутствие резервов и зимнего обмундирования у белогвардейцев, а так же ослабление их тыла рейдом Махно на юге.
В ходе наступления РККА захватила в плен почти 8 тыс. человек, большое количество вооружения, в том числе 280 пулеметов, 10 бронепоездов.
Вооруженным силам на Юге России удалось избежать окружения, но их дальнейшее отступление стало неизбежным. Главнокомандующий Вооруженными силами Республики С. С. Каменев впоследствии отмечал, что, несмотря на выполнение Южным фронтом поставленных командованием задач, «не удалось в полной мере отрезать добровольцев от казаков, и лучшая часть добровольческих сил… успела отойти на Кавказ и соединиться с казаками».
Красная армия понесла тяжёлые потери: так, Латышская стрелковая дивизия потеряла половину своего состава. Поэтому под Кромами находятся самые большие воинские захоронения латышей — более десятка братских могил — за пределами Латвии. Могилы же погибших белогвардейцев уничтожены победителями.

## Память
В Орловском военно-историческом музее размещена диорама «Орловско-Кромское сражение», которая написана народным художником СССР Андреем Ильичом Курнаковым.